# Mormopterus phrudus
Mormopterus phrudus is een zoogdier uit de familie van de bulvleermuizen (Molossidae). De wetenschappelijke naam van de soort werd voor het eerst geldig gepubliceerd door Handley in 1956.

## Voorkomen
De soort komt voor in Peru.